# Christian Hofmann Spielwarenfabrik

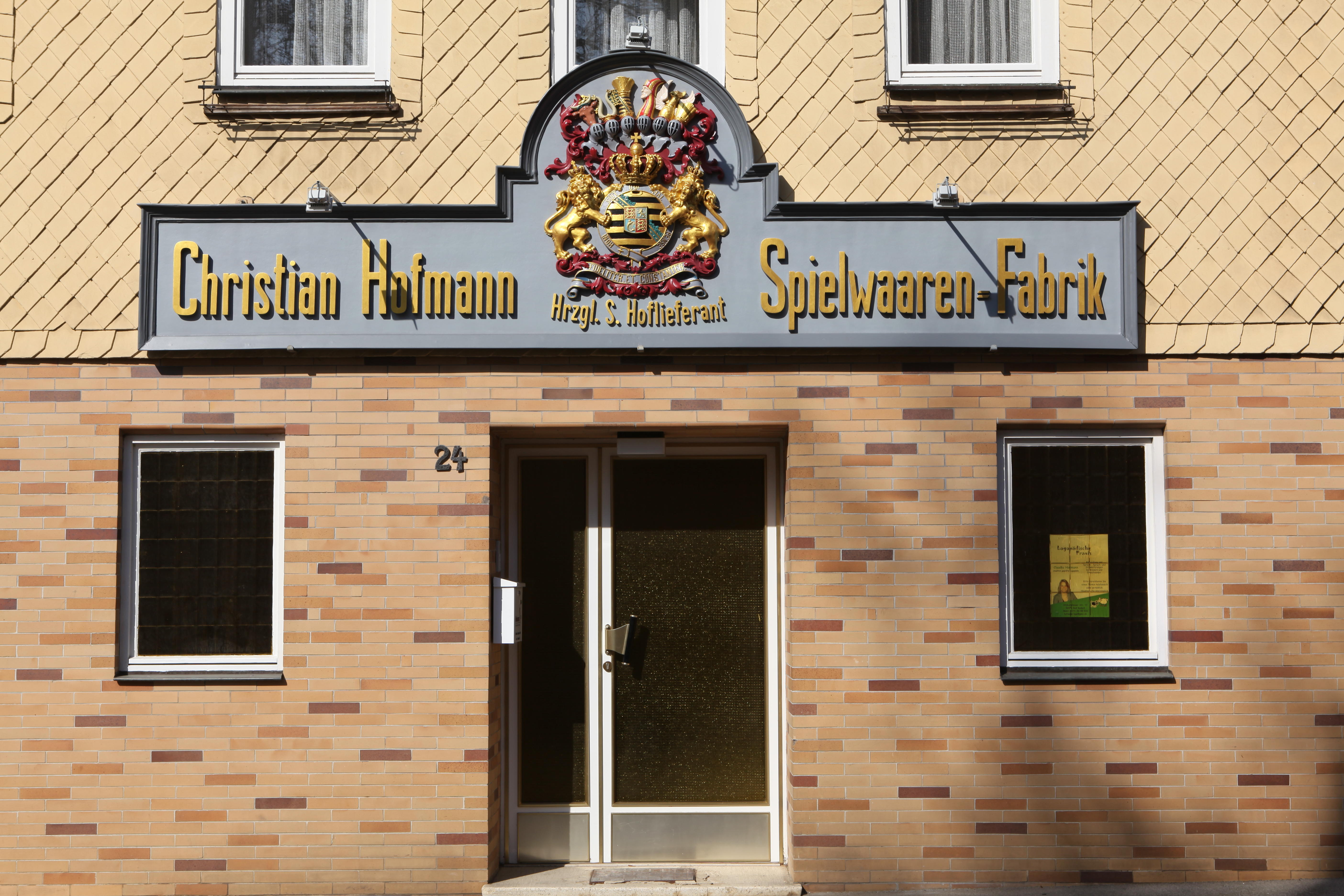
Geschnitzter Wappenschild der Spielwarenfabrik am Haus Gartenstraße 24

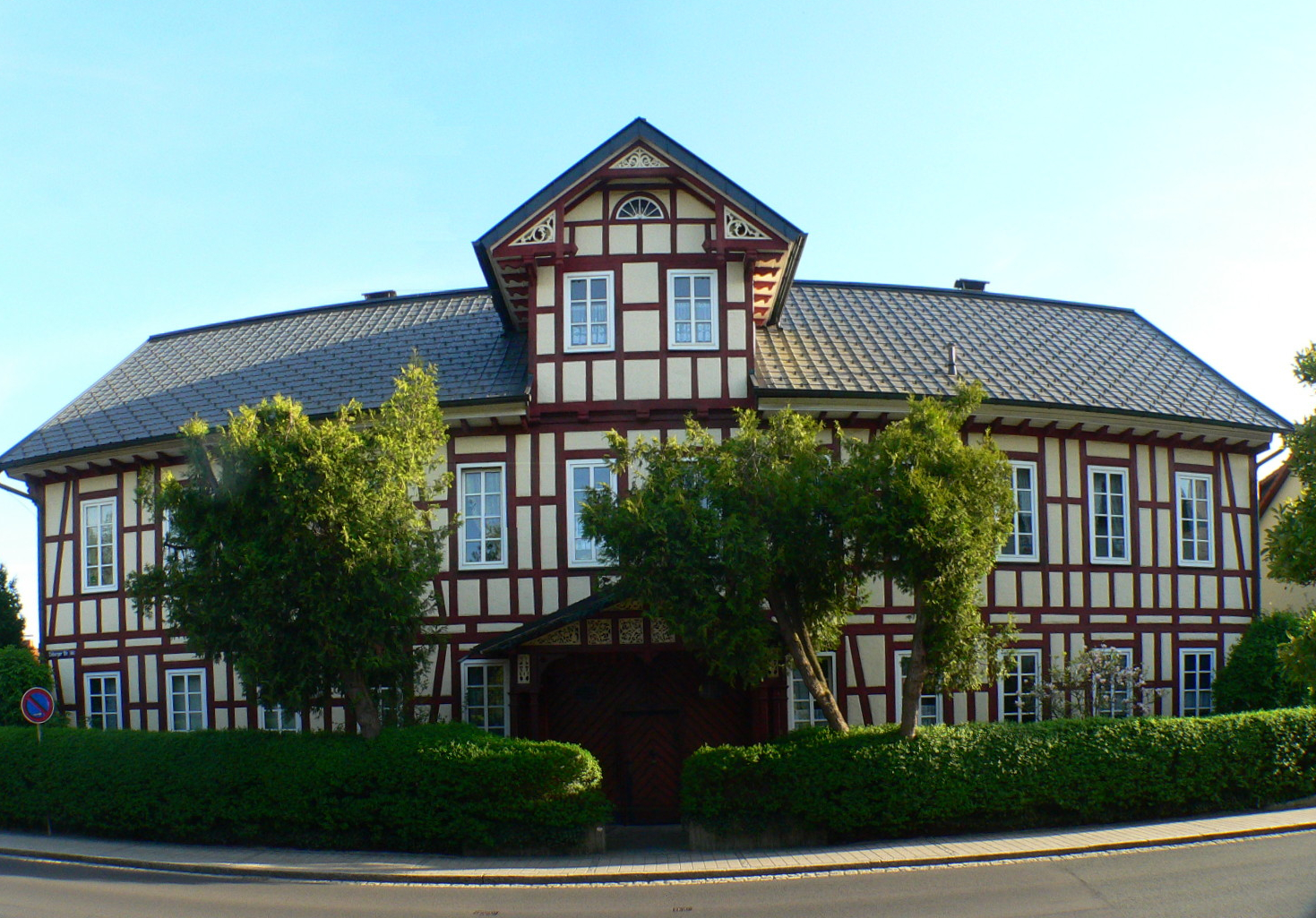
Ehemaliges Fabrikgebäude an der Coburger Straße 40

Die Christian Hofmann Spielwarenfabrik in Bad Rodach, einer Stadt im oberfränkischen Landkreis Coburg in Bayern, wurde 1878 gegründet. Der Firmensitz ist an der Gartenstraße 24.
Das Unternehmen, das u. a. Figuren und Nachbildungen (Modelle) von Tieren herstellt, wird heute von der vierten Generation der Gründerfamilie geführt.
Der Unternehmensgründer Christian Hofmann erhielt 1899 das Prädikat als Herzöglich-Sächsischer Hoflieferant. In den Jahren 1959 und 1963 wurden neue Fertigungshallen gebaut.
Das geschnitzte Wappenschild der Spielwarenfabrik an der Gartenstraße 24 steht unter Denkmalschutz. Das ehemalige Fabrikgebäude an der Coburger Straße 40 ist ebenfalls ein Baudenkmal.